# Premier League de 2010–11
A Primeira divisão do  Campeonato Inglês de Futebol da temporada 2010-11 foi a 109ª edição da principal divisão do futebol inglês (19ª como Premier League). Foi disputada com o mesmo regulamento dos anos anteriores, quando foi implementado o sistema de pontos corridos. O Manchester United foi o grande campeão com 80 pontos.

## Regulamento
A Premier League é disputada por 20 clubes em dois turnos. Em cada turno, todos os times jogaram entre si uma única vez. Os jogos do segundo turno serão realizados na mesma ordem do primeiro, apenas com o mando de campo invertido. Não há campeões por turnos, sendo declarado campeão da Inglaterra o time que obtiver o maior número de pontos após as 38 rodadas.

### Critérios de desempate
Caso haja empate de pontos entre dois clubes, os critérios de desempates serão aplicados na seguinte ordem:
1. Saldo de gols
2. Gols marcados
3. Confronto direto

## Participantes
| Equipe                  | Cidade              | Em 2009                | Estádio            | Capacidade | Títulos (último) |
| ----------------------- | ------------------- | ---------------------- | ------------------ | ---------- | ---------------- |
| Arsenal                 | Londres             | 3º (Primeira Divisão)  | Emirates Stadium   | 60.432     | 13 (2003-04)     |
| Aston Villa             | Birmingham          | 6º (Primeira Divisão)  | Villa Park         | 42.788     | 7 (1980-81)      |
| Birmingham City         | Birmingham          | 9º (Primeira Divisão)  | St Andrew's        | 30.079     | 0 (não possui)   |
| Blackburn Rovers        | Blackburn           | 10º (Primeira Divisão) | Ewood Park         | 31.367     | 3 (1994-95)      |
| Blackpool               | Blackpool           | 3º (Segunda Divisão)*  | Bloomfield Road    | 12.555     | 0 (não possui)   |
| Bolton Wanderers        | Bolton              | 14º (Primeira Divisão) | Reebok Stadium     | 28.723     | 0 (não possui)   |
| Chelsea                 | Londres             | 1º (Primeira Divisão)  | Stamford Bridge    | 42.055     | 4 (2009-10)      |
| Everton                 | Liverpool           | 8º (Primeira Divisão)  | Goodison Park      | 40.157     | 9 (1987-88)      |
| Fulham                  | Londres             | 12º (Primeira Divisão) | Craven Cottage     | 26.500     | 0 (não possui)   |
| Liverpool               | Liverpool           | 7º (Primeira Divisão)  | Anfield            | 45.362     | 18 (1989-90)     |
| Manchester City         | Manchester          | 5º (Primeira Divisão)  | City of Manchester | 47.726     | 2 (1967-68)      |
| Manchester United       | Manchester          | 2º (Primeira Divisão)  | Old Trafford       | 75.769     | 19 (2008-09)     |
| Newcastle United        | Newcastle upon Tyne | 1º (Segunda Divisão)   | St. James' Park    | 52.387     | 4 (1926-27)      |
| Stoke City              | Stoke-on-Trent      | 11º (Primeira Divisão) | Britannia Stadium  | 28.383     | 0 (não possui)   |
| Sunderland              | Sunderland          | 13º (Primeira Divisão) | Stadium of Light   | 49.000     | 0 (não possui)   |
| Tottenham Hotspur       | Londres             | 4º (Primeira Divisão)  | White Hart Lane    | 36.240     | 2 (1960-61)      |
| West Bromwich Albion    | West Bromwich       | 2º (Segunda Divisão)   | The Hawthorns      | 26.500     | 1 (1919-20)      |
| West Ham United         | Londres             | 17º (Primeira Divisão) | Boleyn Ground      | 35.309     | 0 (não possui)   |
| Wigan Athletic          | Wigan               | 16º (Primeira Divisão) | DW Stadium         | 25.138     | 0 (não possui)   |
| Wolverhampton Wanderers | Wolverhampton       | 15º (Primeira Divisão) | Molineux Stadium   | 29.303     | 3 (1958-59)      |

(*) Disputado no sistema eliminatório ("mata-mata").

## Classificação final
|  |     | Equipes 2011      | Pts | J  | V  | E  | D  | GP | GC | SG  |
|  | --- | ----------------- | --- | -- | -- | -- | -- | -- | -- | --- |
|  | 1.  | Manchester United | 80  | 38 | 23 | 11 | 4  | 78 | 37 | +41 |
|  | 2.  | Chelsea           | 71  | 38 | 21 | 8  | 9  | 69 | 33 | +36 |
|  | 3.  | Manchester City   | 71  | 38 | 21 | 8  | 9  | 60 | 33 | +27 |
|  | 4.  | Arsenal           | 68  | 38 | 19 | 11 | 8  | 72 | 43 | +29 |
|  | 5.  | Tottenham         | 62  | 38 | 16 | 14 | 8  | 55 | 46 | +9  |
|  | 6.  | Liverpool         | 58  | 38 | 17 | 7  | 14 | 59 | 44 | +15 |
|  | 7.  | Everton           | 54  | 38 | 13 | 15 | 10 | 51 | 45 | +6  |
|  | 8.  | Fulham            | 49  | 38 | 11 | 16 | 11 | 49 | 43 | +6  |
|  | 9.  | Aston Villa       | 48  | 38 | 12 | 12 | 14 | 48 | 59 | -11 |
|  | 10. | Sunderland        | 47  | 38 | 12 | 11 | 15 | 45 | 56 | -11 |
|  | 11. | West Bromwich     | 47  | 38 | 12 | 11 | 15 | 56 | 71 | -15 |
|  | 12. | Newcastle         | 46  | 38 | 11 | 13 | 14 | 56 | 57 | -1  |
|  | 13. | Stoke City        | 46  | 38 | 13 | 7  | 18 | 46 | 48 | -2  |
|  | 14. | Bolton            | 46  | 38 | 12 | 10 | 16 | 52 | 56 | -4  |
|  | 15. | Blackburn         | 43  | 38 | 11 | 10 | 17 | 46 | 59 | -13 |
|  | 16. | Wigan             | 42  | 36 | 9  | 15 | 14 | 40 | 61 | -21 |
|  | 17. | Wolverhampton     | 40  | 38 | 11 | 7  | 20 | 46 | 66 | -20 |
|  | 18. | Birmingham City   | 39  | 38 | 8  | 15 | 15 | 37 | 58 | -21 |
|  | 19. | Blackpool         | 39  | 38 | 10 | 9  | 19 | 55 | 78 | -23 |
|  | 20. | West Ham          | 33  | 38 | 7  | 12 | 19 | 43 | 70 | -27 |

|  |                                                                                                   |
|  | Zona de classificação à fase de grupos da Liga dos Campeões da UEFA de 2011-12                    |
|  | Zona de classificação aos play-offs para a fase de grupos da Liga dos Campeões da UEFA de 2011-12 |
|  | Zona de classificação à Liga Europa da UEFA de 2011-12                                            |
|  | Zona de rebaixamento à Segunda Divisão Inglesa de 2011-12                                         |

| Campeão Inglês 2010-11                 |
| -------------------------------------- |
| MANCHESTER UNITED Campeão (19º título) |

## Confrontos
Para ler a tabela, a linha horizontal representa os jogos da equipe como mandante. A coluna vertical indica os jogos da equipe como visitante.
Resultados do primeiro turno estão em verde.
Resultados do segundo turno estão em azul.
|                   | ARS | AVI | BIR | BBN | BPL | BOL | CHE | EVE | FUL | LIV | MCI | MUN | NEW | SCI | SUN | TOT | WBA | WHA | WIG | WOL |
| ----------------- | --- | --- | --- | --- | --- | --- | --- | --- | --- | --- | --- | --- | --- | --- | --- | --- | --- | --- | --- | --- |
| Arsenal           | —   | 1–2 | 2–1 | 0–0 | 6–0 | 4–1 | 3–1 | 2–1 | 2–1 | 1–1 | 0–0 | 1–0 | 0–1 | 1–0 | 0–0 | 2–3 | 2–3 | 1–0 | 3–0 | 2–0 |
| Aston Villa       | 2–4 | —   | 0–0 | 0–0 | 3–2 | 1–1 | 0–0 | 1–0 | 2–2 | 1–0 | 1–0 | 2–2 | 1–0 | 1–1 | 0–1 | 1–2 | 2–1 | 3–0 | 1–1 | 0–1 |
| Birmingham        | 0–3 | 1–1 | —   | 2–1 | 2–0 | 2–1 | 1–0 | 0–2 | 0–2 | 0–0 | 2–2 | 1–1 | 0–2 | 1–0 | 2–0 | 1–1 | 1–3 | 2–2 | 0–0 | 1–1 |
| Blackburn         | 1–2 | 2–0 | 1–1 | —   | 2–2 | 1–0 | 1–2 | 1–0 | 1–1 | 3–1 | 0–1 | 1–1 | 0–0 | 0–2 | 0–0 | 0–1 | 2–0 | 1–1 | 2–1 | 3–0 |
| Blackpool         | 1–3 | 1–1 | 1–2 | 1–2 | —   | 4–3 | 1–3 | 2–2 | 2–2 | 2–1 | 2–3 | 2–3 | 1–1 | 0–0 | 1–2 | 3–1 | 2–1 | 1–3 | 1–3 | 2–1 |
| Bolton            | 2–1 | 3–2 | 2–2 | 2–1 | 2–2 | —   | 0–4 | 2–0 | 0–0 | 0–1 | 0–2 | 2–2 | 5–1 | 2–1 | 1–2 | 4–2 | 2–0 | 3–0 | 1–1 | 1–0 |
| Chelsea           | 2–0 | 3–3 | 3–1 | 2–0 | 4–0 | 1–0 | —   | 1–1 | 1–0 | 0–1 | 2–0 | 2–1 | 2–2 | 2–0 | 0–3 | 2–1 | 6–0 | 3–0 | 1–0 | 2–0 |
| Everton           | 1–2 | 2–2 | 1–1 | 2–0 | 5–3 | 1–1 | 1–0 | —   | 2–1 | 2–0 | 2–1 | 3–3 | 0–1 | 1–0 | 2–0 | 2–1 | 1–4 | 2–2 | 0–0 | 1–1 |
| Fulham            | 2–2 | 1–1 | 1–1 | 3–2 | 3–0 | 3–0 | 0–0 | 0–0 | —   | 2–5 | 1–4 | 2–2 | 1–0 | 2–0 | 0–0 | 1–2 | 3–0 | 1–3 | 2–0 | 2–1 |
| Liverpool         | 1–1 | 3–0 | 5–0 | 2–1 | 1–2 | 2–1 | 2–0 | 2–2 | 1–0 | —   | 3–1 | 3–1 | 3–0 | 2–0 | 2–2 | 0–2 | 1–0 | 3–0 | 1–1 | 0–1 |
| Manchester City   | 0–3 | 4–0 | 0–0 | 1–1 | 1–0 | 1–0 | 1–0 | 1–2 | 1–1 | 3–0 | —   | 0–0 | 2–1 | 3–0 | 5–0 | 1–0 | 3–0 | 2–1 | 1–0 | 4–3 |
| Manchester United | 1–0 | 3–1 | 5–0 | 7–1 | 4–2 | 1–0 | 2–1 | 1–0 | 2–0 | 3–2 | 2–1 | —   | 3–0 | 2–1 | 2–0 | 2–0 | 2–2 | 3–0 | 2–0 | 2–1 |
| Newcastle United  | 4–4 | 6–0 | 2–1 | 1–2 | 0–2 | 0–2 | 1–1 | 1–2 | 0–0 | 3–1 | 1–3 | 0–0 | —   | 1–2 | 5–1 | 1–1 | 3–3 | 5–0 | 2–2 | 4–1 |
| Stoke City        | 3–1 | 2–1 | 3–2 | 1–0 | 0–1 | 2–0 | 1–1 | 2–0 | 0–2 | 2–0 | 1–1 | 1–2 | 4–0 | —   | 3–2 | 1–2 | 1–1 | 1–1 | 0–1 | 3–0 |
| Sunderland        | 1–1 | 1–0 | 2–2 | 3–0 | 0–2 | 1–0 | 2–4 | 2–2 | 0–3 | 0–2 | 1–0 | 0–0 | 1–1 | 2–0 | —   | 1–2 | 2–3 | 1–0 | 4–2 | 1–3 |
| Tottenham         | 3–3 | 2–1 | 2–1 | 4–2 | 1–1 | 2–1 | 1–1 | 1–1 | 1–0 | 2–1 | 0–0 | 0–0 | 2–0 | 3–2 | 1–1 | —   | 2–2 | 0–0 | 0–1 | 3–1 |
| West Bromwich     | 2–2 | 2–1 | 3–1 | 1–3 | 3–2 | 1–1 | 1–3 | 1–0 | 2–1 | 2–1 | 0–2 | 1–2 | 3–1 | 0–3 | 1–0 | 1–1 | —   | 3–3 | 2–2 | 1–1 |
| West Ham          | 0–3 | 1–2 | 0–1 | 1–1 | 0–0 | 1–3 | 1–3 | 1–1 | 1–1 | 3–1 | 1–3 | 2–4 | 1–2 | 3–0 | 0–3 | 1–0 | 2–2 | —   | 3–1 | 2–0 |
| Wigan             | 2–2 | 1–2 | 2–1 | 4–3 | 0–4 | 1–1 | 0–6 | 1–1 | 1–1 | 1–1 | 0–2 | 0–4 | 0–1 | 2–2 | 1–1 | 0–0 | 1–0 | 3–2 | —   | 2–0 |
| Wolverhampton     | 0–2 | 1–2 | 1–0 | 2–3 | 4–0 | 2–3 | 1–0 | 0–3 | 1–1 | 0–3 | 2–1 | 2–1 | 1–1 | 2–1 | 3–2 | 3–3 | 3–1 | 1–1 | 1–2 | —   |

## Desempenho
Clubes que lideraram o campeonato ao final de cada rodada:
| Rodadas | Rodadas | Rodadas | Rodadas | Rodadas | Rodadas | Rodadas | Rodadas | Rodadas | Rodadas | Rodadas | Rodadas | Rodadas | Rodadas | Rodadas | Rodadas | Rodadas           | Rodadas           | Rodadas           | Rodadas           | Rodadas           | Rodadas           | Rodadas           | Rodadas           | Rodadas           | Rodadas           | Rodadas           | Rodadas           | Rodadas           | Rodadas           | Rodadas           | Rodadas           | Rodadas           | Rodadas           | Rodadas           | Rodadas           | Rodadas           | Rodadas           |
| ------- | ------- | ------- | ------- | ------- | ------- | ------- | ------- | ------- | ------- | ------- | ------- | ------- | ------- | ------- | ------- | ----------------- | ----------------- | ----------------- | ----------------- | ----------------- | ----------------- | ----------------- | ----------------- | ----------------- | ----------------- | ----------------- | ----------------- | ----------------- | ----------------- | ----------------- | ----------------- | ----------------- | ----------------- | ----------------- | ----------------- | ----------------- | ----------------- |
| 1       | 2       | 3       | 4       | 5       | 6       | 7       | 8       | 9       | 10      | 11      | 12      | 13      | 14      | 15      | 16      | 17                | 18                | 19                | 20                | 21                | 22                | 23                | 24                | 25                | 26                | 27                | 28                | 29                | 30                | 31                | 32                | 33                | 34                | 35                | 36                | 37                | 38                |
| CHELSEA | CHELSEA | CHELSEA | CHELSEA | CHELSEA | CHELSEA | CHELSEA | CHELSEA | CHELSEA | CHELSEA | CHELSEA | CHELSEA | CHELSEA | CHELSEA | MUN     | ARS     | MANCHESTER UNITED | MANCHESTER UNITED | MANCHESTER UNITED | MANCHESTER UNITED | MANCHESTER UNITED | MANCHESTER UNITED | MANCHESTER UNITED | MANCHESTER UNITED | MANCHESTER UNITED | MANCHESTER UNITED | MANCHESTER UNITED | MANCHESTER UNITED | MANCHESTER UNITED | MANCHESTER UNITED | MANCHESTER UNITED | MANCHESTER UNITED | MANCHESTER UNITED | MANCHESTER UNITED | MANCHESTER UNITED | MANCHESTER UNITED | MANCHESTER UNITED | MANCHESTER UNITED |

Clubes que ficaram na última posição do campeonato ao final de cada rodada:
| Rodadas | Rodadas | Rodadas | Rodadas | Rodadas | Rodadas | Rodadas         | Rodadas         | Rodadas         | Rodadas         | Rodadas         | Rodadas         | Rodadas         | Rodadas         | Rodadas         | Rodadas         | Rodadas         | Rodadas         | Rodadas | Rodadas | Rodadas | Rodadas | Rodadas | Rodadas | Rodadas | Rodadas | Rodadas | Rodadas | Rodadas | Rodadas | Rodadas | Rodadas | Rodadas | Rodadas  | Rodadas  | Rodadas  | Rodadas  | Rodadas  |
| ------- | ------- | ------- | ------- | ------- | ------- | --------------- | --------------- | --------------- | --------------- | --------------- | --------------- | --------------- | --------------- | --------------- | --------------- | --------------- | --------------- | ------- | ------- | ------- | ------- | ------- | ------- | ------- | ------- | ------- | ------- | ------- | ------- | ------- | ------- | ------- | -------- | -------- | -------- | -------- | -------- |
| 1       | 2       | 3       | 4       | 5       | 6       | 7               | 8               | 9               | 10              | 11              | 12              | 13              | 14              | 15              | 16              | 17              | 18              | 19      | 20      | 21      | 22      | 23      | 24      | 25      | 26      | 27      | 28      | 29      | 30      | 31      | 32      | 33      | 34       | 35       | 36       | 37       | 38       |
| WBA     | WIGAN   | WHA     | WHA     | WHA     | EVE     | WEST HAM UNITED | WEST HAM UNITED | WEST HAM UNITED | WEST HAM UNITED | WEST HAM UNITED | WEST HAM UNITED | WEST HAM UNITED | WEST HAM UNITED | WEST HAM UNITED | WEST HAM UNITED | WEST HAM UNITED | WEST HAM UNITED | WOL     | WHA     | WOL     | WHA     | WHA     | WHA     | WOLVES  | WOLVES  | WOLVES  | WIGAN   | WIGAN   | WIGAN   | WIGAN   | WIGAN   | WOL     | WEST HAM | WEST HAM | WEST HAM | WEST HAM | WEST HAM |

## Artilharia
| Gols | Jogador              | Time                     |
| ---- | -------------------- | ------------------------ |
| 20   | Dimitar Berbatov     | Manchester United        |
| 20   | Carlos Tévez         | Manchester City          |
| 18   | Robin van Persie     | Arsenal                  |
| 17   | Darren Bent          | Sunderland / Aston Villa |
| 15   | Peter Odemwingie     | West Bromwich            |
| 13   | Andy Carroll         | Newcastle / Liverpool    |
| 13   | Dirk Kuyt            | Liverpool                |
| 13   | D. J. Campbell       | Blackpool                |
| 13   | Florent Malouda      | Chelsea                  |
| 13   | Javier Hernández     | Manchester United        |
| 13   | Rafael van der Vaart | Tottenham                |